# Badminton bei den Women’s Islamic Games
Badminton wurde bei den Women’s Islamic Games bei allen vier bisherigen Ausgaben gespielt.

## Die Sieger
| Jahr | Austragungsort | Dameneinzel         | Damendoppel                          | Team     |
| ---- | -------------- | ------------------- | ------------------------------------ | -------- |
| 1993 | Teheran        | Zarina Jamal        | Afshan Shujah Zarina Jamal           | Pakistan |
| 1997 | Teheran        | Ayesha Akram        | Ayesha Akram Zarina Jamal            | Pakistan |
| 2001 | Teheran        | Iva Vrova Al-Katrib | Shahrzad Ramazani Shiva Haji Baghali | Iran     |
| 2005 | Teheran        | Norshahliza Baharum | Mooi Hing Yau Ooi Sock Ai            | Malaysia |